# ウロコオリス科
ウロコオリス科（ウロコオリスか、Anomaluridae）は、齧歯目に含まれる科。

## 分布
アフリカ大陸西部および中部

## 形態
最大種はロードダービーウロコオリスで体長27 - 37.9センチメートル、体重450 - 1,090グラム。尾はやや短く、細い体毛で被われる。尾基部の腹面の皮膚が角質化し鱗状に重なり合う。
多くの種で前肢と後肢の間、後肢と尾の間に伸びた皮膚（飛膜）がある。マクナシウロコオリスには飛膜がない。肘や上腕部から軟骨が突出し飛膜を支える。

## 分類
2002年に発表されたミトコンドリアDNAのシトクロムbと12S rRNAの塩基配列を決定し最大節約法と最尤法による系統解析では、トビウサギ科と近縁であることが示唆されている。
分類はMSW3（Dieterlen, 2005）、和名は（今泉, 1986）に従う。
- Anomalurinae
  - ウロコオリス属 Anomalurus
    - Anomalurus beecrofti ビークロフトウロコオリス Beecroft's scaly-tailed flying squirrel
    - Anomalurus derbianus ロードダービーウロコオリス Lord Derby's scaly-tailed flying squirrel
    - Anomalurus peli オオウロコオリス Pel's flying squirrel
    - Anomalurus pusillus ヒメウロコオリス Dwarf scaly-tailed squirrel
- Zenkerellinae
  - ピグミーウロコオリス属 Idiurus
    - Idiurus macrotis オオミミピグミーウロコオリス Long-eared scaly-tailed flying squirrel
    - Idiurus zenkeri ピグミーウロコオリス Pygmy scaly-tailed flying squirrel

  - マクナシウロコオリス属 Zenkerella
    - Zenkerella insignis マクナシウロコオリス Cameroon scaly-tail

## 生態
熱帯や亜熱帯の原生林に生息する。夜行性と考えられ、昼間は樹洞や幹で休む種もいる。ピグミーウロコオリス属は樹洞で100匹に達するコロニーを形成した例がある。樹間を皮膜を広げて最大200メートルまで滑空し、ピグミーウロコオリスは6.5キロメートルの距離を移動した報告例がある。
食性は雑食で、植物の葉、花、果実、樹皮、昆虫などを食べる種もいる。

## 画像

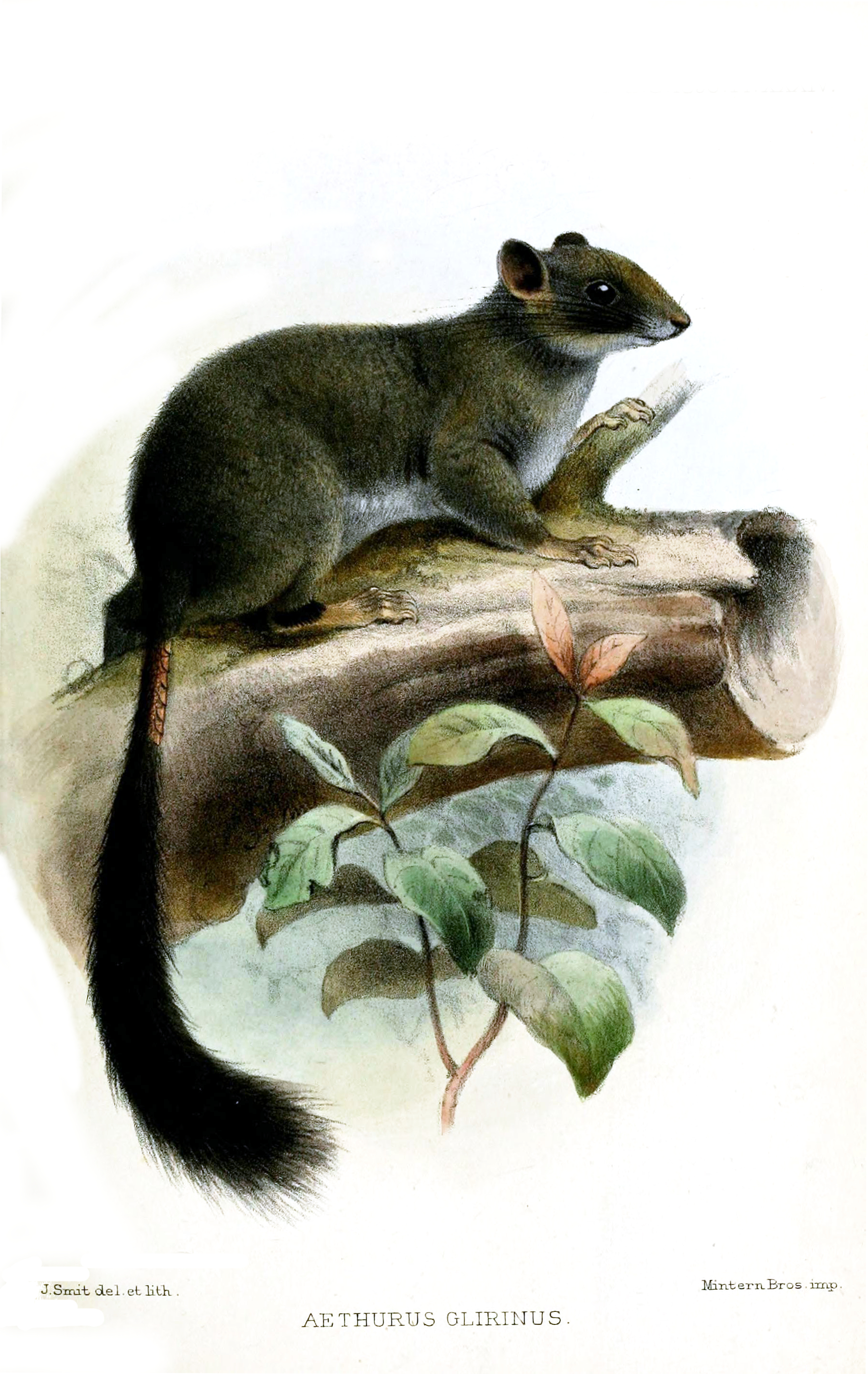
マクナシウロコオリス Z. insignis